# Балансировка вращающихся тел
Балансировка вращающихся тел — процесс уравновешивания вращающихся частей машины — роторов электродвигателей и турбин, коленчатых валов, шкивов, колёс автомобиля и др. Балансировка выполняется как при помощи балансировочных станков, так и непосредственно во время эксплуатации.
Балансировка включает в себя определение значений и углов дисбаланса и установку корректирующих масс для уравновешивания ротора.

## Необходимость балансировки
Несовпадение оси вращения ротора с главной центральной осью инерции приводит к появлению нескомпенсированных центробежных сил и моментов.
Несбалансированная деталь вызывает дополнительные динамические нагрузки на подшипниковые узлы, что приводит их ускоренному износу и уменьшению срока службы. Балансировка позволяет уменьшить вибрацию и дополнительные нагрузки, что увеличивает срок службы машины.

## Виды балансировки
Различают 3 вида балансировки.
1. Статическая балансировка
Определяется и уменьшается статическая неуравновешенность. Чтобы статически уравновесить вращающуюся деталь, надо центр её тяжести перенести на геометрическую ось вращения. Такой вид уравновешивания называется статической балансировкой.
Используется для дискообразных роторов с соотношением длины к диаметру менее 0,25
При статической балансировке необходимо выбрать одну плоскость коррекции, не являющуюся технологической, выбрать радиус и рассчитать величину массы, которую необходимо добавить (убрать) на данном радиусе. Используются простые стенды для нахождения центра масс.
2. Моментная балансировка
Определяется и уменьшается главный момент дисбаланса ротора, характеризующий его моментную неуравновешенность.
Моментную балансировку проводят не менее чем в двух плоскостях коррекции.
3. Динамическая балансировка
Определяются и уменьшаются дисбалансы ротора, характеризующие динамическую неуравновешенность, включающую в себя статическую и моментную неуравновешенность.
Используется для длинных роторов.
При динамической балансировке необходимо найти две плоскости коррекции, не являющиеся технологическими, выбрать радиус и рассчитать величину масс, которые необходимо добавить (убрать) на данном радиусе в обеих плоскостях.

## Этапы балансировки
Балансировка состоит из нескольких этапов:
1. Подготовка инструментов и балансируемого изделия
2. Проведение измерений с целью определения параметров исходной вибрации
3. Расчёт масс и углов установки корректирующих грузов.
4. Установка корректирующих грузов, проведение измерения остаточной вибрации с целью проверки качества балансировки.
5. Завершение балансировки (оформление протокола)

## Использованная литература
- Балансировка — статья из Большой советской энциклопедии.

## Для дополнительного чтения
- Балансировочный станок // БСЭ.
- Балансировка — статья из Большой советской энциклопедии.
- Балансировка машин в условиях их эксплуатации А. Г. Шаблинский, М. А. Баркова.
- Шитиков Б. В., Динамическая балансировка роторов, М., 1951; Васильев В. С. и Кутко П. С., Станки и приборы для динамической балансировки, М., 1959; Теория и конструкция балансировочных машин, М., 1963.

### Список используемых стандартов

#### ГОСТы
- ГОСТ 19534-74. Балансировка вращающихся тел. Термины.
- ГОСТ 20076-89. Станки балансировочные. Нормы точности. (заменён)
- ГОСТ 22061-76. Система классов точности балансировки. Основные положения. (заменён на ГОСТ ИСО 1940-1-2007 Вибрация. Требования к качеству балансировки жестких роторов. Часть 1. Определение допустимого дисбаланса)
- ГОСТ ИСО 1940-1-2007 Вибрация. Требования к качеству балансировки жестких роторов. Часть 1. Определение допустимого дисбаланса
- ГОСТ ИСО 1940-2-99 Вибрация. Требования к качеству балансировки жестких роторов. Часть 2. Учёт погрешностей оценки остаточного дисбаланса

#### Международные стандарты
- ISO 1925:2001 Mechanical vibration—Balancing—Vocabulary (Вибрация. Балансировка. Термины и определения)
- ISO 1940-1:2003 Mechanical vibration—Balance quality requirements for rotors in a constant (rigid) state—Part 1: Specification and verification of balance tolerances
- ISO 1940-1:2003/Cor 1:2005
- ISO 1940-2:1997 Mechanical vibration—Balance quality requirements of rigid rotors—Part 2: Balance errors
- ISO 2953:1999 Mechanical vibration—Balancing machines—Description and evaluation (Балансировочные станки — описание и оценка)
- ISO 3719:1994 Mechanical vibration—Symbols for balancing machines and associated instrumentation
- ISO 7475:2002 Mechanical vibration—Balancing machines—Enclosures and other protective measures for the measuring station
- ISO 8821:1989 Mechanical vibration—Balancing—Shaft and fitment key convention
- ISO 10814:1996 Mechanical vibration—Susceptibility and sensitivity of machines to unbalance
- ISO 11342:1998 Mechanical vibration—Methods and criteria for the mechanical balancing of flexible rotors
- ISO 11342:1998/Cor 1:2000
- ISO 18431-1:2005 Mechanical vibration and shock—Signal processing—Part 1: General introduction
- ISO 18431-2:2004 Mechanical vibration and shock—Signal processing—Part 2: Time domain windows for Fourier Transform analysis
- ISO 18431-2:2004/Cor 1:2008
- ISO 18431-4:2007 Mechanical vibration and shock—Signal processing—Part 4: Shock-response spectrum analysis
- ISO 19499:2007 Mechanical vibration—Balancing—Guidance on the use and application of balancing standards
- ISO 20806:2009 Mechanical vibration—Criteria and safeguards for the in-situ balancing of medium and large rotors